# Pommersche Kriegs- und Domänenkammer
Die Pommersche Kriegs- und Domänenkammer war die Zentralbehörde der preußischen Provinz Pommern. Sie bestand unter dieser Bezeichnung von 1723 bis 1808. 

## Geschichte
König Friedrich Wilhelm I. von Preußen nahm im Jahre 1723 eine Reorganisation der Verwaltung im preußischen Staat vor. Er ließ die in den preußischen Provinzen bisher bestehenden Amtskammern und Kriegskommissariate zu Kriegs- und Domänenkammern zusammenfassen. In der Provinz Pommern entstand so aus den beiden in Stargard in Pommern befindlichen Behörden Kriegskommissariat und Amtskammer die Pommersche Kriegs- und Domänenkammer. Diese wurde noch 1723 nach Stettin verlegt. 
Die Pommersche Kriegs- und Domänenkammer wurde zur eigentlichen Zentralbehörde der Provinz Pommern. Der Aufgabenkreis der bisherigen Pommerschen Regierung, die gleichfalls 1723 von Stargard nach Stettin verlegt wurde, beschränkte sich im Wesentlichen auf die Rechtsprechung und auf Kirchen- und Schulangelegenheiten. Nach Einschätzung des Historikers Martin Wehrmann (1861–1937) hatte es die neue Behörde „in Pommern ganz besonders schwer, Ordnung zu schaffen, da die Zustände recht verlottert waren“. Erster Präsident der Kammer war Philipp Otto von Grumbkow (1684–1752). 
1808 wurden die Kriegs- und Domänenkammern in Preußen in Regierungen umgewandelt. Die Pommersche Kriegs- und Domänenkammer war 1808 aus dem von Frankreich besetzten Stettin nach Stargard zurückverlegt worden; dort erfolgte 1808 ihre Umwandlung in ein Regierungskollegium.

## Behördenorganisation
Die Pommersche Kriegs- und Domänenkammer bestand bei ihrer Gründung 1723 aus einem Präsidenten, einem Direktor, einem Forstmeister und 16 Räten. Dazu kamen weitere Unterbeamte. 
1725 wurde ein Medizinal- und Sanitätskollegium gebildet und der Kriegs- und Domänenkammer angegliedert.

## Kammerpräsidenten
Präsidenten der Pommerschen Kriegs- und Domänenkammer waren:
- 1723–1742: Philipp Otto von Grumbkow (1684–1752)
- 1742–1763: Georg Wilhelm von Aschersleben (1702–1775)
- 1763–1787: Hans Friedrich von Schöning (1717–1787)
- 1787–1795: Carl Wilhelm von Bessel (1727–1800)
- 1795–1798: Johann Friedrich von Schütz (1740–1798)
- 1798–1806: Karl von Ingersleben (1753–1831)

Am 8. Oktober 1806 wurde der in Ansbach-Bayreuth tätige Friedrich von Schuckmann zum Kammerpräsidenten in Stettin ernannt, konnte seine Stelle aber nicht antreten.

## Weitere bedeutende Beamte
Weitere bedeutende Beamte an der Pommerschen Kriegs- und Domänenkammer waren:
- ?–1739: Franz Heinrich von Borcke (~1675–1739), Direktor der Kammer
- 1740–1753: Johann Ludwig d’Arrest (1709–nach 1771), Kriegs-, Domänen- und Baurat, später Bürgermeister und städtischer Landrat in Kolberg
- 1746–?: Karl Friedrich Vangerow (1723–1750), Kriegs- und Domänenrat, Stifter der Vangerowschen Realschule in Stargard
- 1765–1807: Johann Christian Albinus (1741–1807), Kriegs- und Domänenrat, erhielt 1805 das Prädikat Geheimer Kriegsrat
- 1798–1803: Friedrich von Balthasar (1777–1811), Kriegs- und Domänenrat, seit 1810 Vizepräsident der pommerschen Regierung
- ?–1809: Johann George Gotthelf Auen (1745–1822), Kriegs-, Domänen- und Regierungsrat